# Montmort
Montmort es una comuna francesa situada en el departamento de Saona y Loira, en la región de Borgoña.

## Demografía[3]
| 380 | 332 | 292 | 271 | 220 | 183 |
| Para los censos de 1962 a 1999 la población legal corresponde a la población sin duplicidades (Fuente: INSEE [Consultar]) |     |     |     |     |     |

## Monumentos
El Castillo de Montmort, en Montmort-Lucy (Champaña), es una antigua fortaleza medieval restaurada durante el periodo renacentista, pero que conserva sus muros y zanjas. La fortaleza conserva igualmente una rampa para la entrada de los caballos.